# Distrikt Dokolo
Dokolo ist ein Distrikt in Norduganda. Die Hauptstadt des Distrikts ist Dokolo.

## Lage
Der Distrikt Dokolo grenzt im Nordwesten an den Distrikt Lira, im Nordosten an den Distrikt Alebtong, im Osten und Süden an den Distrikt Kaberamaido, im Südwesten an den Distrikt Amolatar und im Westen an den Distrikt Apac.

## Geschichte
Der Distrikt entstand 2006 aus Teilen des Distrikt Lira.

## Demografie
Die Bevölkerungszahl wird für 2020 auf 215.500 geschätzt. Davon lebten im selben Jahr 11 Prozent in städtischen Regionen und 89 Prozent in ländlichen Regionen.
| Zensusjahr | Einwohnerzahl |
| ---------- | ------------- |
| 1991       | 84.978        |
| 2002       | 129.385       |
| 2014       | 183.093       |